# Институт космических исследований и высоких технологий
Институ́т косми́ческих иссле́дований и высо́ких техноло́гий — научно-образовательный центр в городе Красноярске, созданный 20 мая 2008 года на основе соглашения между Сибирским государственным аэрокосмическим университетом имени академика М. Ф. Решетнёва и Красноярским научным центром Сибирского отделения Российской академии наук. Специализируется на подготовке специалистов в космической, технической отраслях, геодезии, компьютерной обработке и дешифрированию материалов космической съемки.

## Образовательная деятельность
ИКИВТ ведёт подготовку по направлению «Геодезия и дистанционное зондирование» (21.03.03) и направлению «Физика» (03.03.02, 03.04.02) с дополнительными программами для магистров. Для подготовки высококлассных специалистов институт ставит упор на физико-математическое образование на первых курсах, подготовку в области информатики и техники, использование новейших программ образования, включая индивидуализацию программ на последних курсах, прохождение научно-исследовательской практики под руководством преподавателей СибГАУ и сотрудников КНЦ СО РАН, участие в российских и международных НПК и работа над научными проектами.
Институт готовит физиков нового поколения, обученных по новым стандартам с учётом последних открытий в области физики, химии, нанотехнологий, физики полупроводников, космическом материаловедении. Студенты приобретают практические навыки в конструировании нестандартных космических устройств, участвуя в работе ОАО ИСС (ЗАТО Железногорск) и других проектах.
Второе направление в обучении геодезия и дистанционное зондирование Земли, обучение по этому направлению ведется с учетом современных требований к компьютерной обработке данных дистанционного зондирования Земли.  

## Структура института
В структуре ИКИВТ выделяют три кафедры: Кафедра технической физики, Кафедра космических средств и технологий и Базовая кафедра в КНЦ СО РАН «Космические материалы и технологии». Новые подразделения: Объединённая научно-учебная лаборатория «Нанотехнологии и космическое материаловедение», Объединённая научно-учебная лаборатория «Физические свойства полупроводников и наноматериалов», Центр космического мониторинга СибГАУ и Института леса СО РАН, Отделение Института физики СО РАН в СибГАУ, Отделение Института вычислительного моделирования СО РАН в СибГАУ.
Кафедрой технической физики заведует к.ф.-м.н., профессор Анатолий Сергеевич Паршин. Работают: академик РАН Кирилл Сергеевич Александров (до 2010 года), преподаватели и учёные Института физики полупроводников СО РАН, Института физики им. Л.В. Киренского.
Кафедрой космических средств и технологий заведует д.т.н., профессор Василий Александрович Лапко. Работают: специалисты города Красноярска в области геодезии и компьютерных технологий обработки спутниковой информации.
Базовой кафедрой в КНЦ СО РАН «Космические материалы и технологии» заведует д.т.н.,  Карпов Сергей Васильевич Работают: ведущие специалисты Института физики СО РАН имени Л.В. Киренского.

## Инфраструктура
В распоряжении института имеется уникальное оборудование и сооружения СибГАУ и КНЦ СО РАН, в том числе: сканирующая зондовая нанолаборатория ИНТЕГРА Аура, комплекс электронно-ионной спектроскопии аппаратуры для исследования физико-химических свойств поверхности твердых тел, Центр космического мониторинга СибГАУ и Института леса СО РАН, Центр исследования космического пространства, центры коллективного пользования и лаборатории Институтов КНЦ СО РАН, собственные лаборатории.